# Tom Johnson
Tom Johnson (18 de noviembre de 1939-31 de diciembre de 2024) fue un compositor minimalista estadounidense. Desde 1983 residió en París. Fue alumno de Morton Feldman.

## Biografía

### Primeros años y educación
Tom Johnson nació en Greeley, Colorado, el 18 de noviembre de 1939.
Estudió en la Universidad de Yale y también tomó clases privadas con el compositor Morton Feldman.

### Carrera profesional
En 1972 compuso la Ópera de Cuatro Notas. En 1988 se estrenó su ópera Riemannoper en la ciudad de Bremen. En 1997 fue estrenada, en Hamburgo, su ópera Trigonometría. Una de sus obras más reconocidas,  el Oratorio Bonhoeffer para orquesta, coro y solistas, fue estrenada en Mastrique, en septiembre de 1996, y más tarde fue interpretada en Berlín y Estados Unidos.
También ha trabajado en obras para radio. Asimismo, como escritor y crítico, trabajó como crítico musical entre 1971 y 1982, de los cuales la editorial Apollohuis hizo una compilación titulada The Voice of New en 1989. En 1996, se publicó Self-Similar Melodies, una antología de las teorías que Johnson utiliza en su obra musical.
En 2000, Johnson fue condecorado con el premio 'Victoires de la musique 2000' por su pieza Kientzy Loops. En 2001, el Museo Centro de Arte Reina Sofía lo comisionó para curar la exposición «Música silente».
En 2018, presentó junto a la artista Esther Ferrer, una exposición titulada «Diálogos en la frontera» en la Biblioteca Bidebarrieta de Bilbao. Esta exposición interdisciplinaria tuvo el objetivo de generar un diálogo entre el arte, la música y la ciencia.

## Minimalismo
Tom Johnson se define a sí mismo como un compositor minimalista. Philp Glass señala que probablemente fue Johnson en usar dicho término para la música en un texto para The Village Voice, donde define al minimalismo:

La idea del minimalismo es mucho más grande de lo que muchas personas creen. Incluye, por definición, cualquier música que funcione con materiales limitados o mínimos: piezas que usan solo unas pocas notas, piezas que usan solo unas pocas palabras de texto o piezas escritas para instrumentos muy limitados, como platillos antiguos, ruedas de bicicleta, o vasos de whisky. Incluye piezas que sostienen un ruido electrónico básico durante mucho tiempo. Incluye piezas hechas exclusivamente de grabaciones de ríos y arroyos. Incluye piezas que se mueven en círculos sin fin. Incluye piezas que configuran una pared inmóvil de sonido de saxofón. Incluye piezas que tardan mucho tiempo en pasar gradualmente de un tipo de música a otro. Incluye piezas que permiten todos los tonos posibles, siempre que se encuentren entre Do y Re. Incluye piezas que reducen el ritmo a dos o tres notas por minuto.
Tom Johnson

## Estilo compositivo
Es un compositor minimalista de tipo formalista, interesado en las estructuras musicales. Sus piezas dependen de las "secuencias lógicas en las que explora procedimientos de acumulación, numeración e isorritmia". Es considerado, debido a sus procedimientos, en el creador de la «música lógica». En sus piezas utiliza formas minimalistas, como elementos matemáticos como la simetría, los fractales, los números y la combinatoria. También hace uso de escalas limitadas.
Asimismo, suele usar texto en sus piezas, con el cual también se ha acercado al humor, a través de un toque de lo absurdo. En algunas de sus piezas pareciera que también estuviera ofreciendo un curso de música.

## Obra

### An hour for piano
Es una pieza para piano escrita en 1972, la cual está escrita para ser interpretada en una hora exacta. Sin embargo, la versión de Frederic Rzewski, grabada en 1979, tiene una duración de 54:36 minutos; mientras que la de R. Andrew Lee sí dura una hora exactamente. El compositor le pide al escucha que lea las notas del programa mientras escucha la pieza y también le solicita que, sin embargo, no se distraiga y se concentre en la música.
An Hour for piano está basada en seis texturas primarias y en una textura transicional adicional. Estos fragmentos se derivan de ideas presentes en un solo compás. La pieza, según la partitura, debe tocarse estrictamente a la velocidad de 59.225 pulsos por minuto en el valor de una negra para así alcanzar el tiempo exacto de una hora. Las dinámicas de la pieza son sutiles, y van del mezzoforte y el forte.

### Counting duets
Es una pieza escrita en 1982 para dos intérpretes en las que lo único que hacen es contar números y dar palmas. Esta pieza tiene cinco movimientos con diferentes fórmulas numéricas que van cambiando.En algunos de estos movimientos se intercalan los números con silencios y en otros con palmas. Puede ser interpretada en cualquier lengua, pero siempre para dos lectores.

### Failing: A Very Difficult Piece for Solo String Bass
Es una pieza de naturaleza cómica para contrabajo solista publicada en 1975 en la que el intérprete, además de tocar lo que indica la partitura, tiene que leer un texto que narra la música. Se trata de un "meta-comentario sobre cuán difícil es la interpretación y cuán mal puede estar yendo, entonces las cosas se vuelven deslumbrantemente difíciles." El objetivo de Johnson con esta pieza "es desafiar la concentración y el dominio técnico del intérprete."
La pieza también narra la relación entre la interpretación virtuosa de una pieza y el riesgo implícito que tiene de cometer errores, generando una reflexión en el escucha acerca de la dificultad de interpretar una pieza de este tipo.

### Selección de obras
- An hour for piano (1972)
- Duos à compter (1982)
- Histoires à dormir debout (1985)
- Riemannoper (1988), ópera basada en cuatro notas
- Les Vaches de Narayana (1989)
- Bonhoeffer Oratorium (1988-1982)
- Organ and silence (1999)
- Kientzy Loops (2000)
- 844 Chords (2005)
- Septet II (2009).

## Discografía
Catálogo en Editions 75:
- spaces . an hour for piano, Keiko Shichij, piano. Edition Wandelweiser Records – EWR 1808, 2018
- Plucking, Just Strings. MicroFest Records, 2017

- John Cage | Tom Johnson, Trio Omphalos. Wergo – WER 73702, 2017
- Beat Keller . Tom Johnson . Joseph Kudirka. String trios, Haiku String Trio. Edition Wandelweiser Records – EWR 1605, 2016
- Tom Johnson / Samuel Vriezen, The Chord Catalogue. Within Fourths/Within Fifths, Samuel Vriezen, piano. Edition Wandelweiser Records – EWR 1304, 2013
- Questions, Maria de Alvear World Edition – 0020, 2012
- orgelpark color chart, Jeroen Koopman, Geerten Van De Wetering, Dorien Schouten, Hans Van Haeften, órganos. mazagran records - mz003, 2011
- An Hour For Piano, R. Andrew Lee, piano. Irritable Hedgehog - IHM 001, 2010
- Rational Melodies, Dedalus, New World Records - 80705-2, 2010
- cage.frey.vriezen.feldman.ayres.johnson.manion, Dante Boon, piano. Edition Wandelweiser Records - EWR 1001/02, 2010
- Cows, Chords & Combinations, Ensemble Klang, EKCD2, 2010
- Counting Keys, John McAlpine, piano. Edition Wandelweiser Records – EWR 0901, 2009
- Symmetries, Dante Oei, Samuel Vriezen, piano. Karnatic Lab Records – KLR 010, 2006
- Rational Melodies / Bedtime Stories, Roger Heaton, clarinetes. Ants – AG12, 2006
- KIENTZY plays JOHNSON, Daniel Kientzy, saxofones, Tom Johnson, narrador. Pogus Productions – P21033-2, 2004
- organ and silence, Wesley Roberts, órgano, Ants – AG05, 2003
- The Chord Catalogue. All The 8178 Chords Possible In One Octave, Tom Johnson, piano, XI Records - XI123, 1999

- Bonhoeffer-Oratorium, Deutsches Symphonie-Orchester Berlin, 1998
- Music for 88, Experimental Intermedia XI 106, 1993[15]
- Rational Melodies, en "Now Series," Eberhard Blum, flautas, Hat Hut, 1993
- Failing: A Difficult piece for Solo String Bass, en "Live at Bang On A Can," Composers Recordings Inc. CRI CD 628, 1992
- An Hour for Piano, Frederic Rzewski, piano, Lovely Music, Ltd. LP 1081, 1979

## Premios y distinciones
Premios Óscar
| Año  | Categoría               | Película     | Resultado |
| ---- | ----------------------- | ------------ | --------- |
| 1995 | Mejor edición de sonido | Forrest Gump | Nominado  |